# Speranze perdute
Speranze perdute (Espoirs perdus) è un celebre valzer di Alessandro Morelli. Fu edito nel 1950 a Parigi da Beuscher Arpège a nome di «Alexandro Morelli», per il pianoforte e con il sottotitolo Valzer sentimentale. La copertina riportava altresì la dicitura «Un successo mondiale».
La prima edizione, sempre francese, è con ogni probabilità del XIX secolo e destinata al mandolino. Il valzer fu poi inciso dai Quattro Siciliani (Columbia 1918), dall'Orchestrina Napoletana (Victor 1919), dal Quintetto Moderno (Okeh 1925), dai Fratelli Arcari (Victor 1926).
Ha avuto arrangiamenti per fisarmonica e chitarra ed è entrato stabilmente nel repertorio della musica folk, nel cui ambito rappresenta uno dei valzer più noti ed eseguiti, specialmente in Italia settentrionale e Canton Ticino.